# Anablysis cerciata
Anablysis cerciata är en insektsart som beskrevs av Marius Descamps 1979. Anablysis cerciata ingår i släktet Anablysis och familjen gräshoppor. Inga underarter finns listade i Catalogue of Life.